# Dave Murray (sciatore)
David Murray, detto Dave (Montréal, 5 settembre 1953 – Vancouver, 23 ottobre 1990), è stato uno sciatore alpino canadese.

## Biografia

### Carriera sciistica
Specialista delle prove veloci originario di Whistler e padre della sciatrice freestyle Julia, Murray entrò a far parte della nazionale canadese nel 1971 ed ottenne il primo piazzamento internazionale ai Mondiali di Sankt Moritz 1974, dove si classificò 8º nella discesa libera; il 1º febbraio 1975 colse il primo piazzamento in Coppa del Mondo, a Megève in combinata (6º), e l'anno dopo ai XII Giochi olimpici invernali di Innsbruck 1976, sua prima presenza olimpica, fu 18º nella discesa libera e non completò lo slalom gigante e lo slalom speciale.
Partecipò ai Mondiali di Garmisch-Partenkirchen 1978, senza ottenere piazzamenti, e nello stesso anno conquistò in discesa libera i primi podi in Coppa del Mondo, l'11 febbraio a Les Houches (2º) e il 10 dicembre a Schladming (2º); il 3 marzo 1979 salì per la terza e ultima volta sul podio nel massimo circuito internazionale, a Lake Placid sempre in discesa libera (3º). Ai XIII Giochi olimpici invernali di Lake Placid 1980, sua ultima presenza olimpica, si classificò 10º nella discesa libera; ottenne l'ultimo piazzamento in Coppa del Mondo il 16 gennaio 1982 a Kitzbühel nella medesima specialità (11º) e l'ultimo risultato della sua carriera agonistica fu l'11º posto colto nella discesa libera dei Mondiali di Schladming 1982, disputata il 6 febbraio.

#### Bilancio della carriera
Attivo tra gli anni 1970 e i primi anni 1980, Murray fece parte, assieme a Dave Irwin, Steve Podborski e Ken Read, del gruppo di discesisti canadesi conosciuto come Crazy Canucks per la spregiudicatezza con la quale affrontavano i pendii. La sua importanza per il gruppo fu espressa da Podborski con queste parole:
(Steve Podborski, Ottawa Citizen, 25 ottobre 1990)

### Altre attività
Dopo il ritiro Murray si dedicò all'insegnamento dello sci, fondando nel 1988 il Dave Murray's Whistler Summer Ski Camp, in seguito diventata una delle scuole sciistiche più rinomate del Canada; malato di cancro alla pelle, Dave Murray morì il 23 ottobre 1990 a 37 anni. 

## Palmarès

### Coppa del Mondo
- Miglior piazzamento in classifica generale: 28º nel 1978
- 3 podi:
  - 2 secondi posti
  - 1 terzo posto

### Campionati canadesi
- 5 medaglie[2][3]:
  - 1 oro (combinata nel 1979)
  - 3 argenti (slalom gigante nel 1977; discesa libera nel 1979; discesa libera[4] nel 1981)
  - 1 bronzo (discesa libera nel 1980)[2]

## Riconoscimenti
- British Columbia Athlete of the Year (1979)[2]
- British Columbia Sports Hall of Fame (1985)[2]
- Nel 1990[senza fonte] gli fu dedicata la pista di discesa libera di Whistler, su cui si sarebbero svolsero gare dei XXI Giochi olimpici invernali di Vancouver 2010[5].